# ارنست لوندین
ارنست لوندین (به انگلیسی: Ernest Lundeen) سناتور سابق عضو حزب کشاورز-کارگر بود. وی در سال ۱۹۳۷ تا ۱۹۴۰ میلادی سناتور ایالت مینه‌سوتا در سنای ایالات متحده آمریکا بود.